# Compsomelissa seyrigi
Compsomelissa seyrigi är en biart som först beskrevs av Raymond Benoist 1962.  Compsomelissa seyrigi ingår i släktet Compsomelissa och familjen långtungebin. Inga underarter finns listade i Catalogue of Life.